# Nienhagen (Nedersaksen)
Nienhagen is een gemeente in de Duitse deelstaat Nedersaksen. De gemeente maakt deel uit van de Samtgemeinde Wathlingen en hoort bestuurlijk bij de Landkreis Celle. Nienhagen telt 6.787 inwoners.
Naast de hoofdplaats Nienhagen behoren ook de Ortsteile Papenhorst, aan de oostkant,  en Nienhorst (met het wijkje Kükenkamp), aan de westkant van het hoofddorp en ten zuiden van Adelheidsdorf,  tot de gemeente. Door Nienhagen loopt de Burgdorfer of Alte Aue, een onbevaarbaar zijriviertje van de Aller.

## Infrastructuur
Zie Samtgemeinde Wathlingen.
Het dorp heeft een klein station aan de alleen voor goederenvervoer geopende spoorlijn Celle - Braunschweig. In de zomer van 2022 is een haalbaarheidsonderzoek naar reactivering van reizigersvervoer op deze spoorlijn opgestart.

## Geschiedenis
Hertogin Agnes van Landsberg, dochter van Koenraad II van Lausitz, had  in 1227 ten zuiden van de locatie van het huidige dorp een cisterciënzerklooster gesticht. Het was daar echter erg vochtig, en een aanhoudende muggenplaag dwong de zusters, hun klooster te verplaatsen naar het naburige Wienhausen; de gebouwen van dat klooster bestaan nog. De vrijgekomen plek werd door de hertogin ter ontginning  vrijgegeven, en zo ontstond het dorp Nienhagen. 
Nienhagen was vervolgens tot ongeveer 1890 een tamelijk onbelangrijk boerendorp, waar geen historische feiten van meer dan lokale betekenis zijn overgeleverd.
In de Tweede Wereldoorlog bestond in het dorp Papenhorst een Kinderlager (kinderkamp) van de nazi's, waar 30 kinderen van vrouwelijke krijgsgevangenen onder erbarmelijke omstandigheden zijn gestorven. Een gedenkteken op de dorpsbegraafplaats herinnert hieraan.

### Aardoliewinning

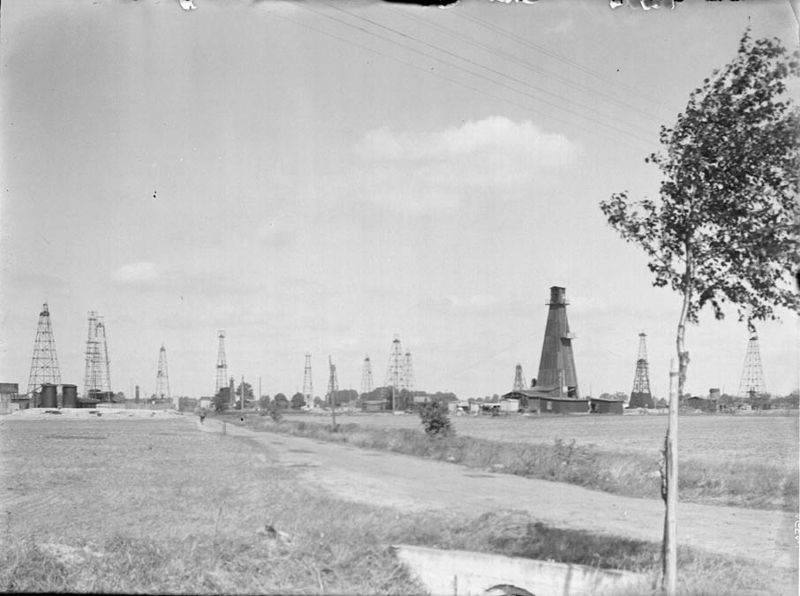
Olievelden bij Nienhagen (1934)
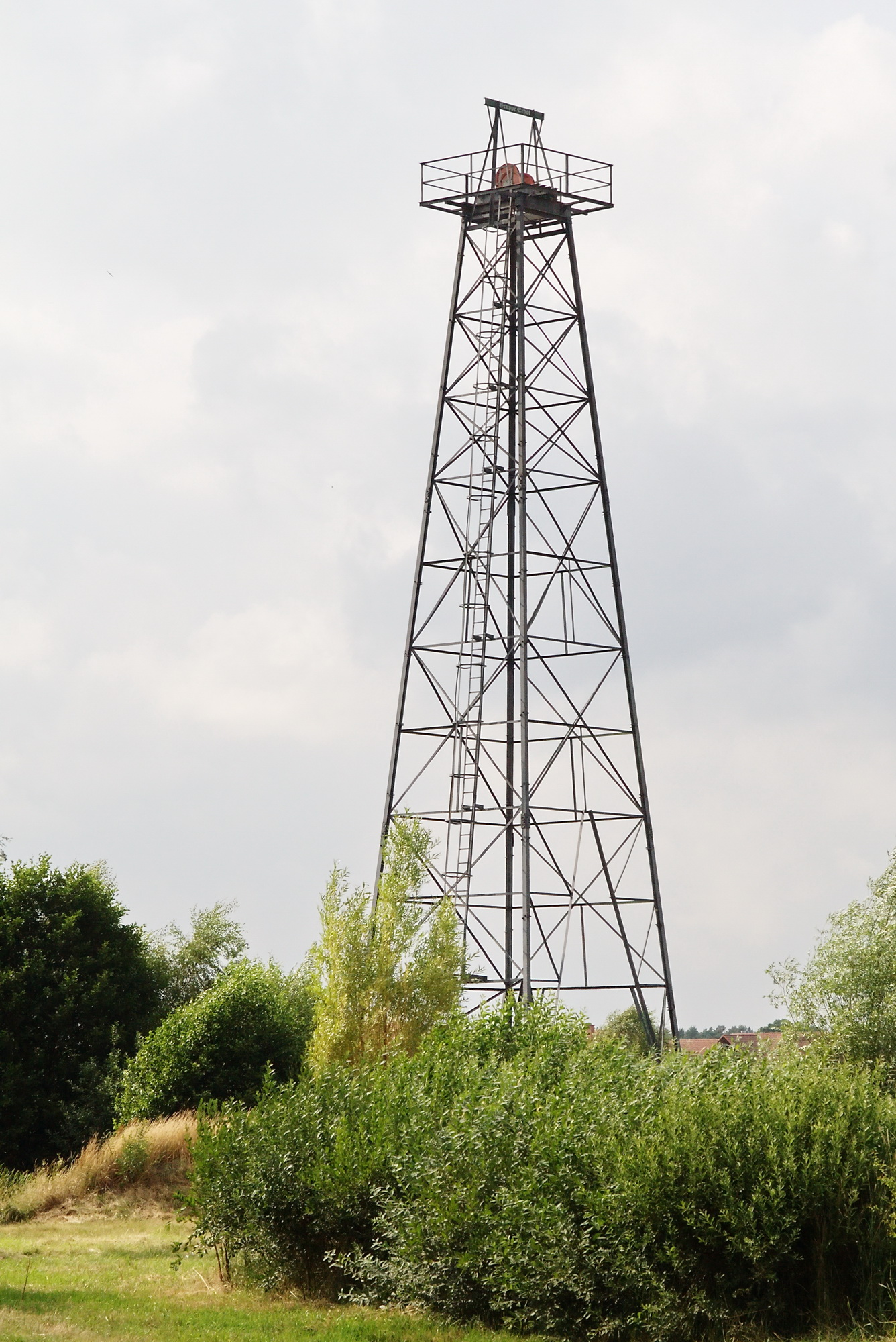
Boortoren bij Nienhagen, die als industrieel erfgoed bewaard is gebleven
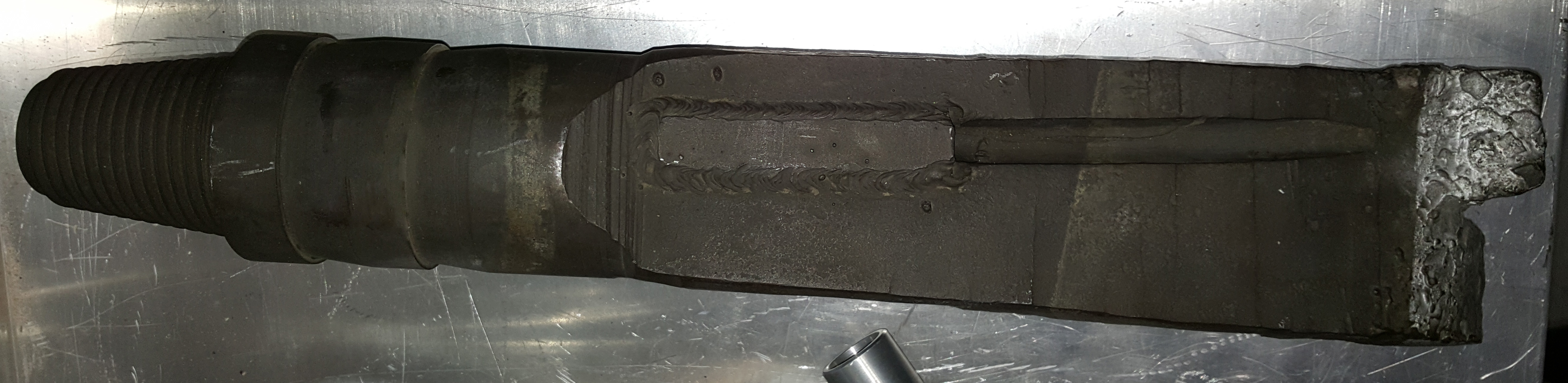
Ouderwetse boorkop (zgn. vissenstaartbeitel) voor de oliewinning. Deze boorkop is ook in het dorpswapen afgebeeld.

Evenals het niet zeer ver verwijderde Wietze werd Nienhagen in de late 19e eeuw, en wel in 1889, een winningslocatie voor aardolie. Tussen 1925 en 1930 verwierf de pionier en industrieel op het gebied van de oliewinning d.m.v. diepe boringen Anton Raky het gebied en de olieconcessies, en richtte de oliemaatschappij Gewerkschaft Nienhagen op. In 1931 verkocht Raky deze maatschappij aan het grote concern Wintershall. De olievelden van Nienhagen gaven grote opbrengsten, vooral in de jaren 1930. Op 29 september 1934 mislukte een boring, en er brak een grote brand uit, die zes mannen het leven kostte en verscheidene anderen zwaar verwondde. De oliemaatschappij nam in 1935 het voormalige kasteel van het dorp als kantoorruimte over. In 1940  (olietank van 15.000 m3) en april 1945 (het voormalige kasteel) liep het oliebedrijf zware schade op door geallieerde luchtbombardementen. De grootste oliebron, aangeboord in 1933, was pas in 1993 uitgeput en werd toen dichtgestort.
Tot op de huidige dag wordt, zij het op betrekkelijk kleine schaal, bij Nienhagen aardolie gewonnen. Op de plaats van het in de oorlog verwoeste kasteel ligt nu een plein, met daaraan een woongebouw voor ouderen.
In het streekmuseum (Heimatmuseum) van het dorp, gevestigd in een voormalig dorpsschooltje, is een vertrek ingericht met een permanente expositie over de aardoliewinning te Nienhagen.

## Afbeeldingen

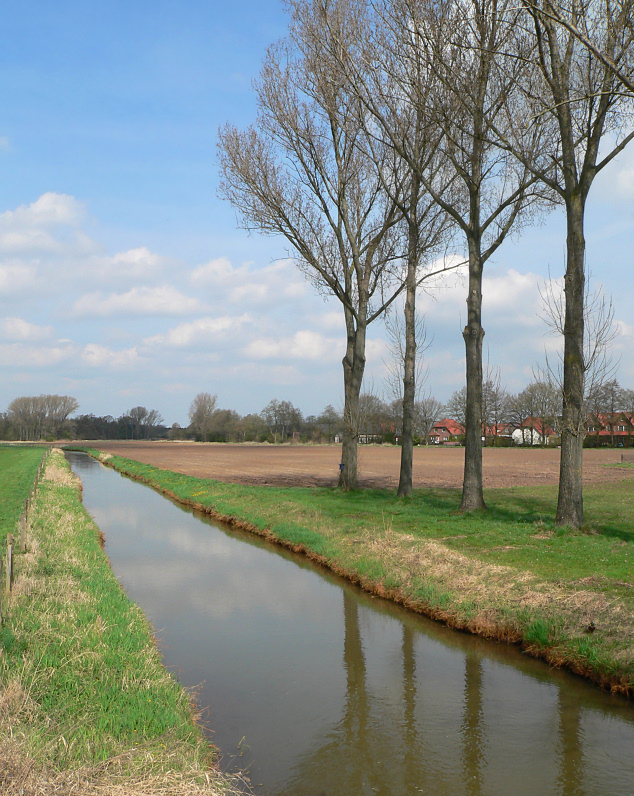
De Burgdorfer of Alte Aue bij Nienhagen
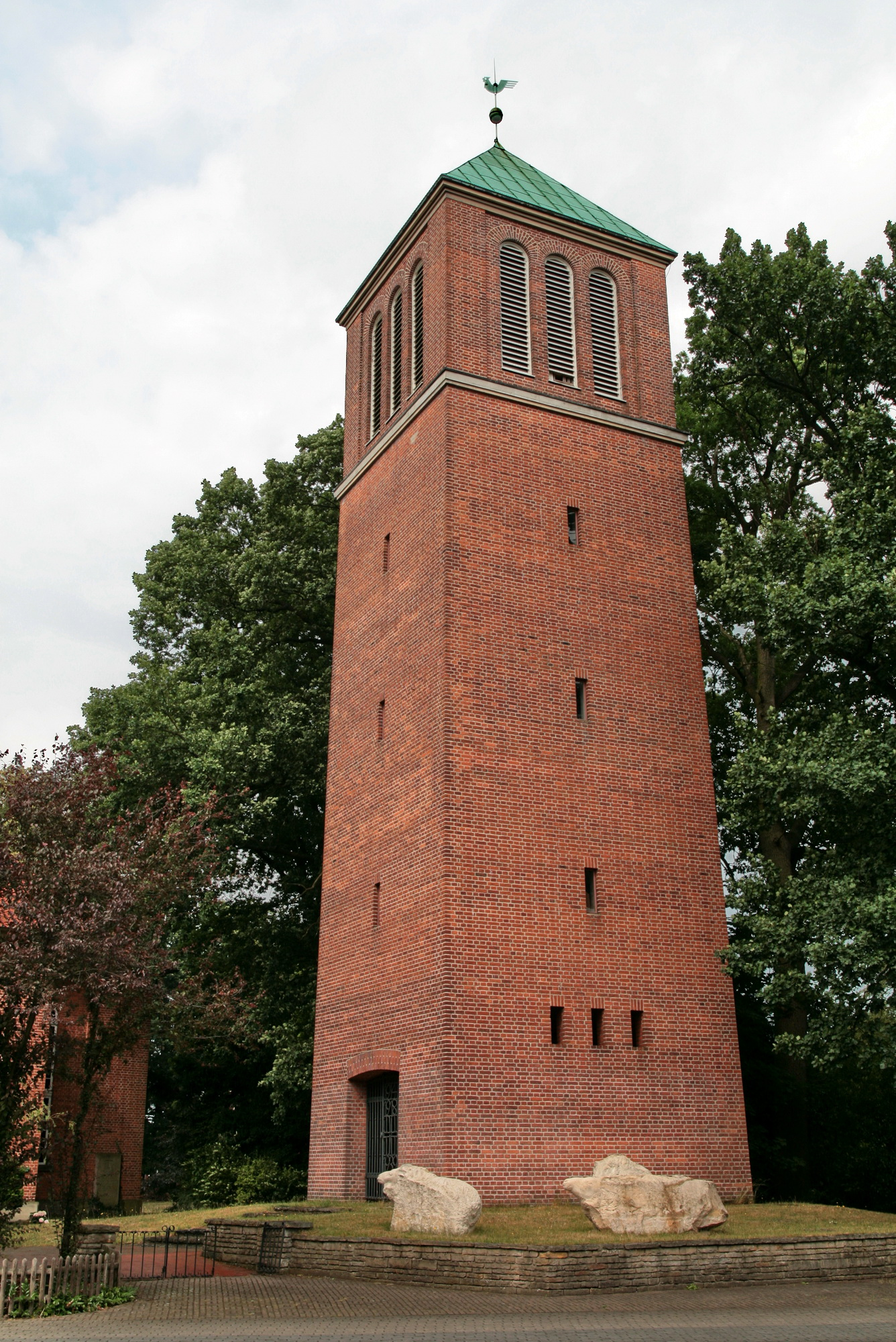
Vrijstaande klokkentoren (1958)
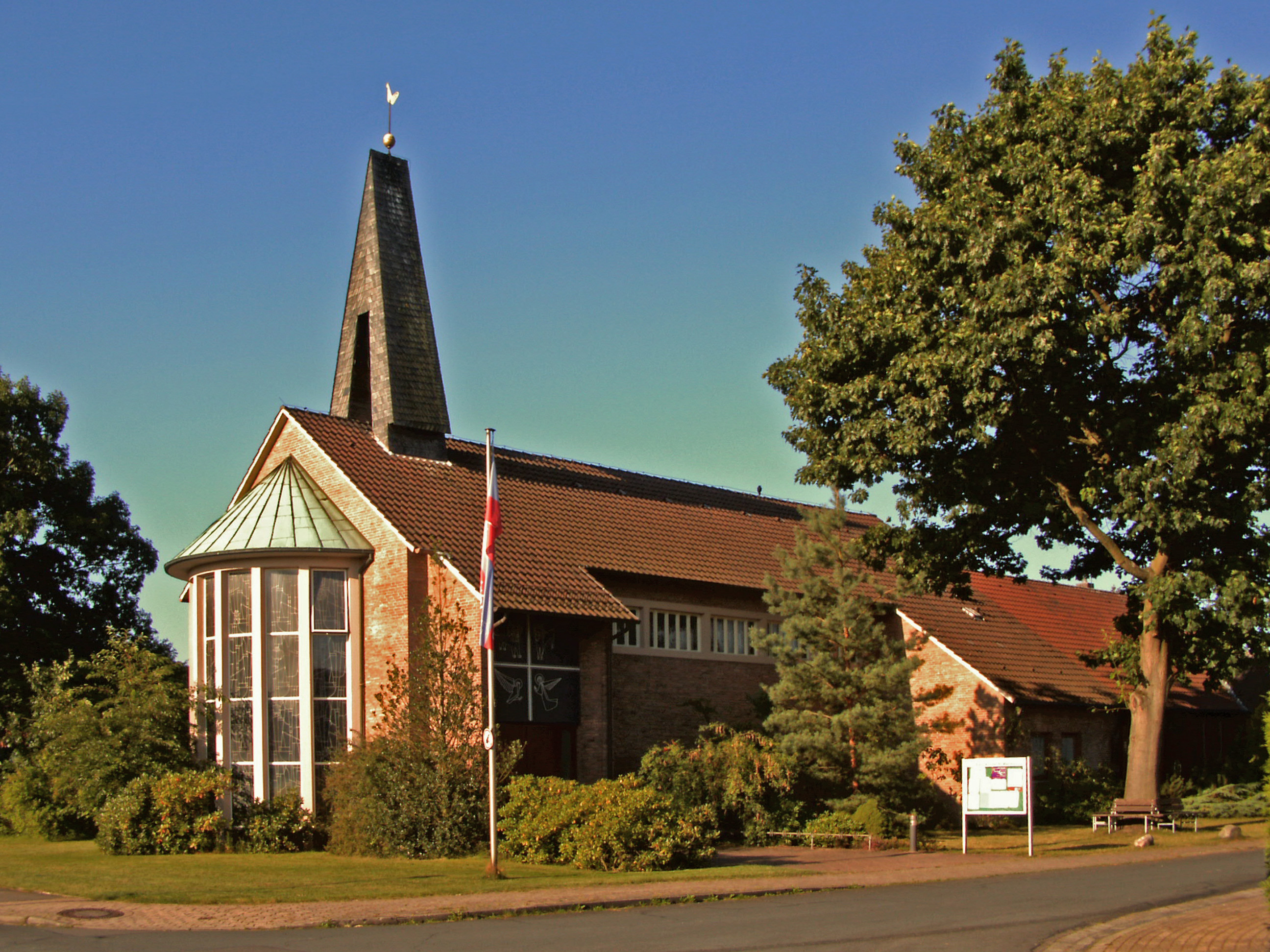
Rooms-katholieke Mariakerk (1961) te Nienhagen
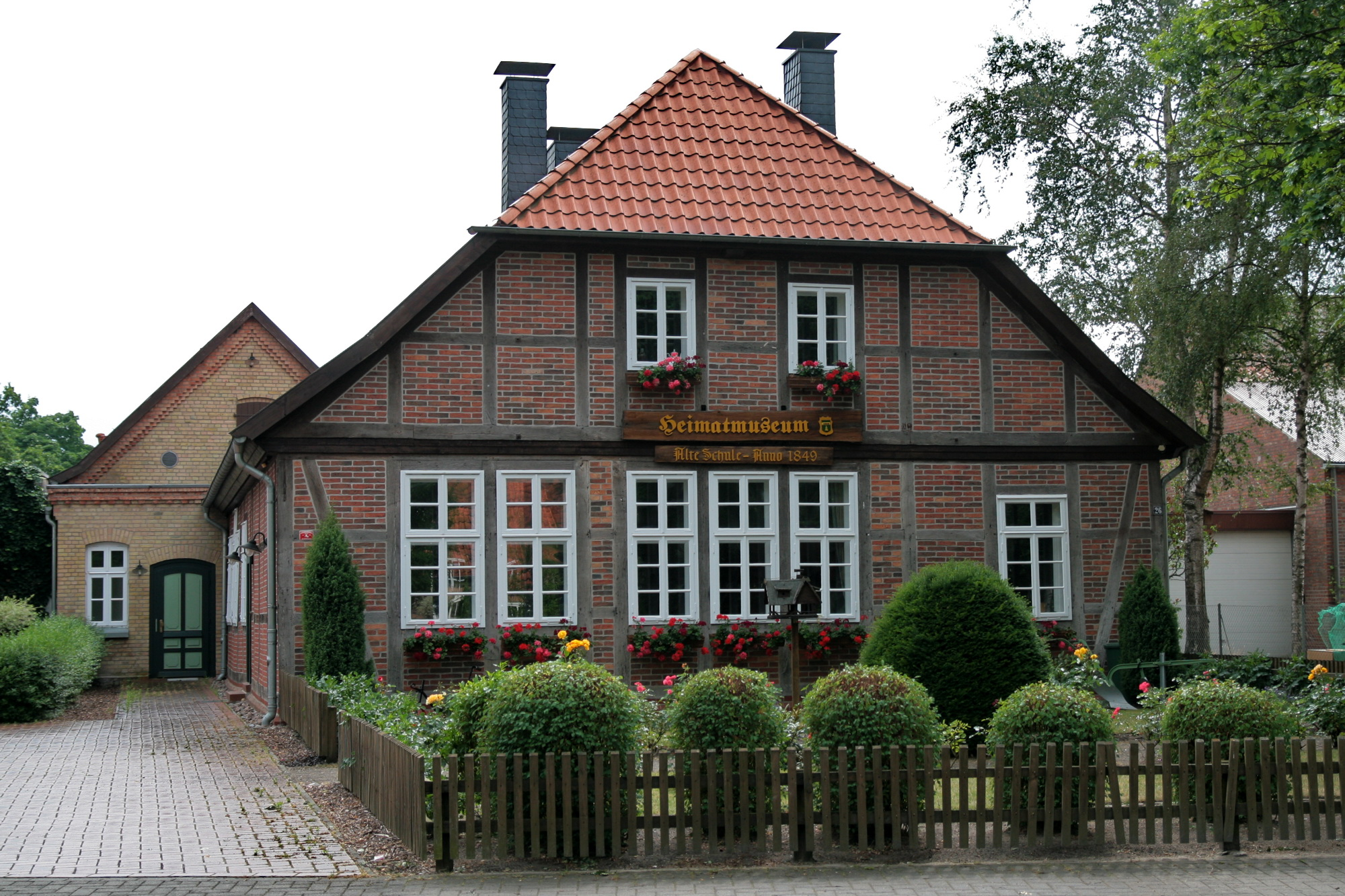
Streekmuseum

## Partnergemeenten
Nienhagen onderhoudt jumelages met:
- Seneley Green bij St Helens (Merseyside), Engeland, sedert 1982
- Nienhagen, (Mecklenburg-Voor-Pommeren) sedert 1991
- Nienhagen (Holtemme), (Saksen-Anhalt) sedert 1994
- Zistersdorf, (Oostenrijk) sedert 2007. Ook hier had Anton Raky succesvol naar aardolie geboord.

- Gemeinsame Normdatei: 7729097-5
- Virtual International Authority File: 111144814460500012638

Adelheidsdorf ·
Ahnsbeck ·
Beedenbostel ·
Bergen ·
Bröckel ·
Celle ·
Eicklingen ·
Eldingen ·
Eschede ·
Faßberg ·
Hambühren ·
Hohne ·
Lachendorf ·
Langlingen ·
Lohheide (gemeentevrij gebied) ·
Nienhagen ·
Südheide ·
Wathlingen ·
Wienhausen ·
Wietze ·
Winsen (Aller)